# Fratelli Martini Secondo Luigi
Fratelli Martini Secondo Luigi SpA è un'azienda vitivinicola italiana situata nelle Langhe a Cossano Belbo in provincia di Cuneo.

## Storia
Prima della Seconda Guerra Mondiale Secondo Martini, a fianco del nonno, intraprende i primi passi nel settore vitivinicolo per poi fondare nel 1947 insieme al fratello Luigi la Fratelli Martini Secondo Luigi.
- Negli anni ’70, con l’entrata in azienda di Gianni Enrico Martini, figlio di Secondo, l’azienda inizia ad aprirsi ai mercati internazionali.
- Negli anni ’80 l’export arriva a rappresentare il 70% della crescente produzione.
- Nel 2000 Gianni Martini rilancia il marchio Sant’Orsola[1] realizzato dal padre nel 1965.
- Nel 2001 prende vita il marchio Canti[2] lanciato prima nel Regno Unito e poi in tutto il mondo.
- Nel 2006 viene inaugurata la barricaia “Magnificat”. Nel 2013 parte il progetto di ampliamento e ammodernamento dello stabilimento e degli impianti, completato nel 2016, progettato dall’architetto Piero Lissoni.
- Nel 2016 Eleonora Martini, figlia di Gianni, entra nell’azienda per curare l’immagine dei vari brand ed oggi ne è anche socia.

Oggi è una delle più grandi aziende vinicole italiane a conduzione imprenditoriale con una produzione annua di circa 70 milioni di litri. Il mercato estero composto in gran parte da Regno Unito e Germania, rappresenta circa il 90% del fatturato dell’azienda.

## Barricaia Magnificat
Ideata da Gianni Martini e costruita nel 2006 per l’invecchiamento in barrique dei vini rossi pregiati, la barricaia “Magnificat”, accoglie circa 2000 botti in rovere di Slavonia.

## Prodotti e marchi
| Aperitivi    | Sant’Orsola Ice, Canti Ice |
| Spumanti     | Sant’Orsola Prosecco DOC, Canti Prosecco DOC, Canti Asti DOCG, Sant’Orsola Asti Secco DOCG, Canti Brachetto d’Acqui DOCG, Canti Moscato d’Asti DOCG |
| Vini bianchi | Canti Gavi DOCG |
| Vini rossi   | Canti Barbera d’Asti DOCG, Canti Barbaresco DOCG, Canti Barolo DOCG                                                                                 |